# Apollón Mokrítsky
Apollón Mikoláyovich Mokrítsky (en ucraniano, Аполло́н Микола́йович Мокри́цький; Piryatin, Imperio ruso; 12 de agosto de 1810-Moscú, 8 de marzo de 1870) fue un pintor y profesor ucraniano del periodo de arte realista de Biedermeier. Desde 1849, fue miembro de pleno derecho de la Academia de las Artes de San Petersburgo.

## Biografía
Mokrítsky nació en agosto de 1810 en la ciudad de Piryatin, situada en la antigua gobernación de Poltava de la actual Ucrania. Era uno de los cinco hijos de Mikola Tavolha-Mokrítsky, un administrador de correos, y su madre era Ulyana Hrihorovich. Su educación artística temprana se completó en la Universidad Estatal de Nizhyn Gogol, bajo la supervisión del maestro Kapiton Pavlov, en lo que posteriormente se fue a San Petersburgo en 1830 donde siguió sus estudios en la Academia Imperial de las Artes en septiembre del año siguiente hasta 1839, con Alexséi Venetsiánov y más tarde con Karl Briulov. Un año después de concluir su aprendizaje, comenzó a trabajar en Ucrania y luego visitó Italia en 1841.
Prefería trabajar en retratos, representando "la escuela Biedermeier del arte realista incontrolado que exhibía matices románticos". La esposa del artista es un ejemplo de este estilo. Otros incluyen retratos del poeta Yevhen Hrebinka (1840), del escritor Nikolái Gogol, un autorretrato (1840) y numerosos paisajes italianos.
Es conocido por el importante papel que desempeñó en la vida de Tarás Shevchenko, poeta y artista nacional de Ucrania, que nació como siervo, con el que se amistó cuando se encontraban en la Academia Imperial. Presentó a Shevchenko a la intelectualidad rusa y ucraniana: los artistas Karl Briulov y Alexséi Venetsiánov, el poeta Vasili Zhukovski, el escritor Yevhen Hrebinka; los intelectuales Panteleimon Kulish, Vasyl Hryhorovych y otros. Estas personas se interesaron por el destino de Shevchenko y ayudaron a conseguir su liberación de la servidumbre en 1838. Mokrítsky dejó un diario (1975) que contiene mucho material sobre Shevchenko.
A partir de 1849 fue profesor en la Escuela Superior de Pintura, Escultura y Arquitectura de Moscú. Entre sus alumnos se encuentran: Konstantín Makovski, Vasili Perov, Illarion Pryanishnikov e Iván Shishkin. En 1850, fue nombrado «académico de la pintura» en la misma institución. Apollón murió de neumonía en Moscú en 1870, a los 60 años.

## Características artísticas
Un hábil retratista, Mokrítsky también pintaba paisajes. Gozó de gran popularidad y tuvo muchos encargos. Sus retratos y paisajes italianos se vendieron bien y finalmente se convirtieron en exhibiciones en muchos museos rusos.
Sus obras de retratos son un ejemplo de las representaciones y tendencias típicas de los artistas sentimental-románticos. Al mismo tiempo, estos cuadros son interesantes porque contienen algunos rasgos de realismo. Al mismo tiempo, Mokrítsky - uno de los muchos artistas del siglo XIX, cuya formación creativa de la que en gran medida cayó bajo la influencia de la escuela académica formal de arte. La galería de retratos de sus contemporáneos —Gogol, Hrebinka, Koltsov y Kukolnik— son los mejores del legado artístico del artista.

## Obras
Sus pinturas ahora se encuentran en colecciones privadas y museos de renombre, como el Museo Nacional Tarás Shevchenko y el Museo Nacional de Arte de Ucrania en Kiev, el Museo Estatal Ruso en San Petersburgo y otros museos de arte en la Federación Rusa.

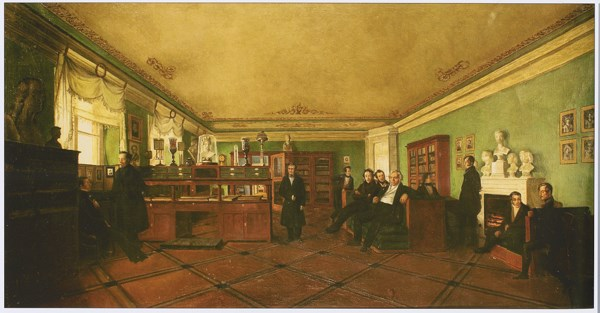
A. Mokrítsky y otros artistas de la escuela Venetsiánov, en una reunión de la gran oficina de Zhukovsky, 1830.
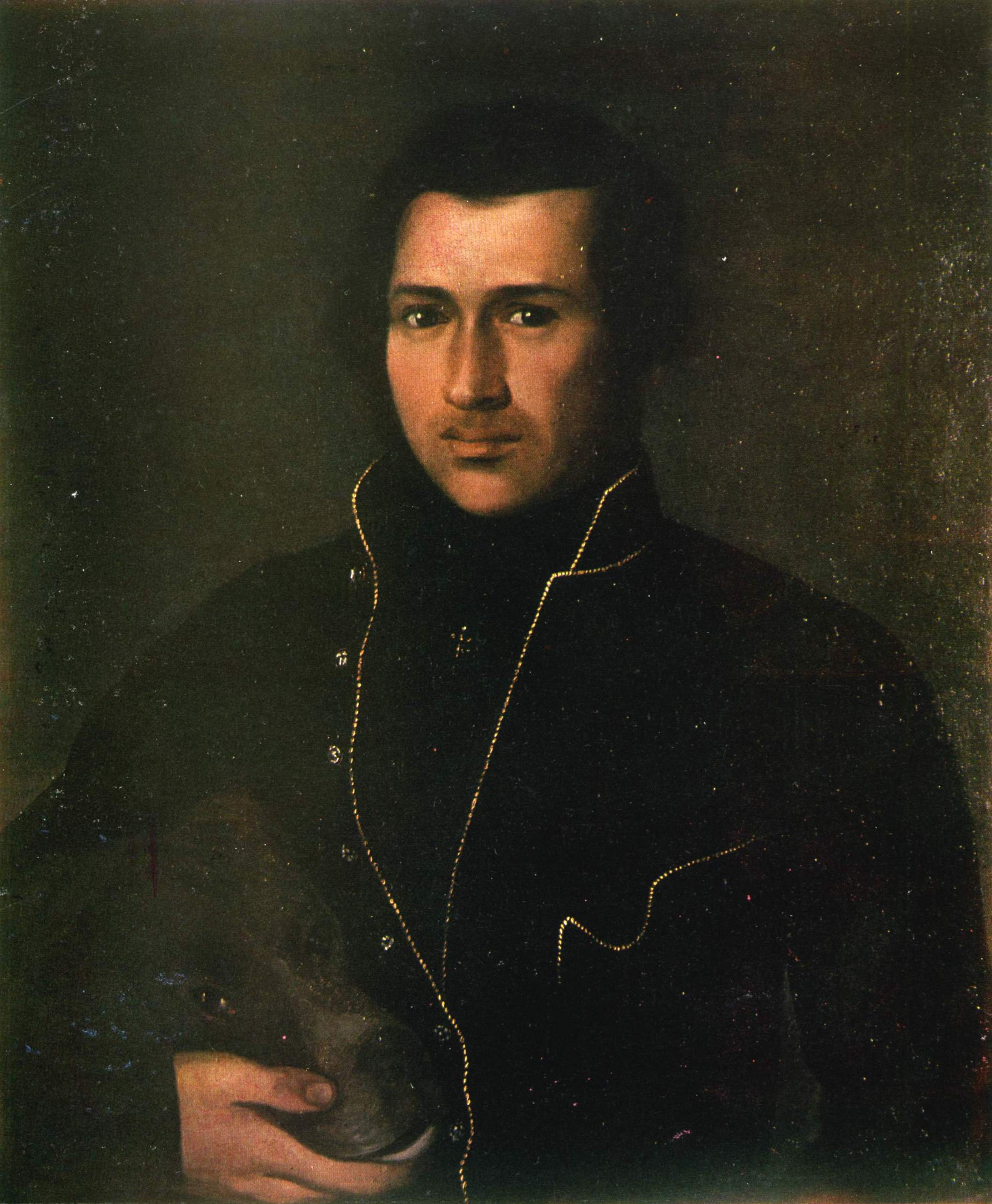
Retrato de Yevhen Hrebinka, 1833; Museo Nacional Tarás Shevchenko.
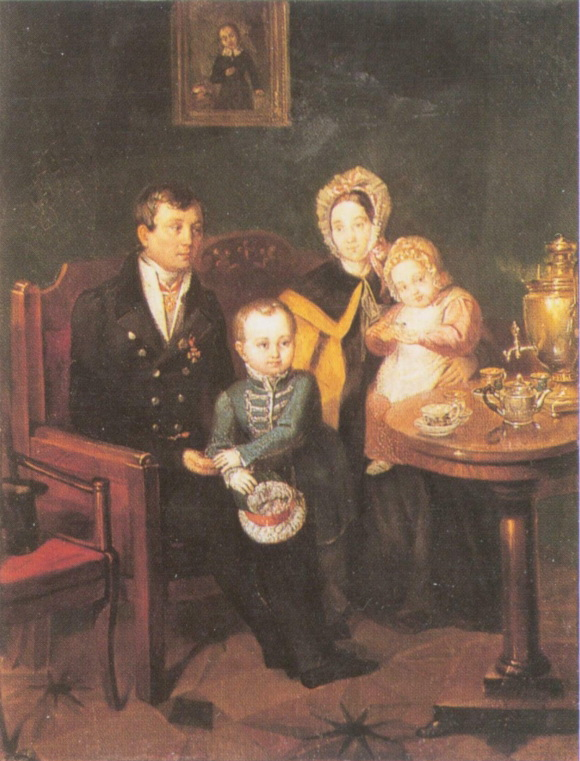
Retrato familiar, 1837; Museo Estatal Ruso.
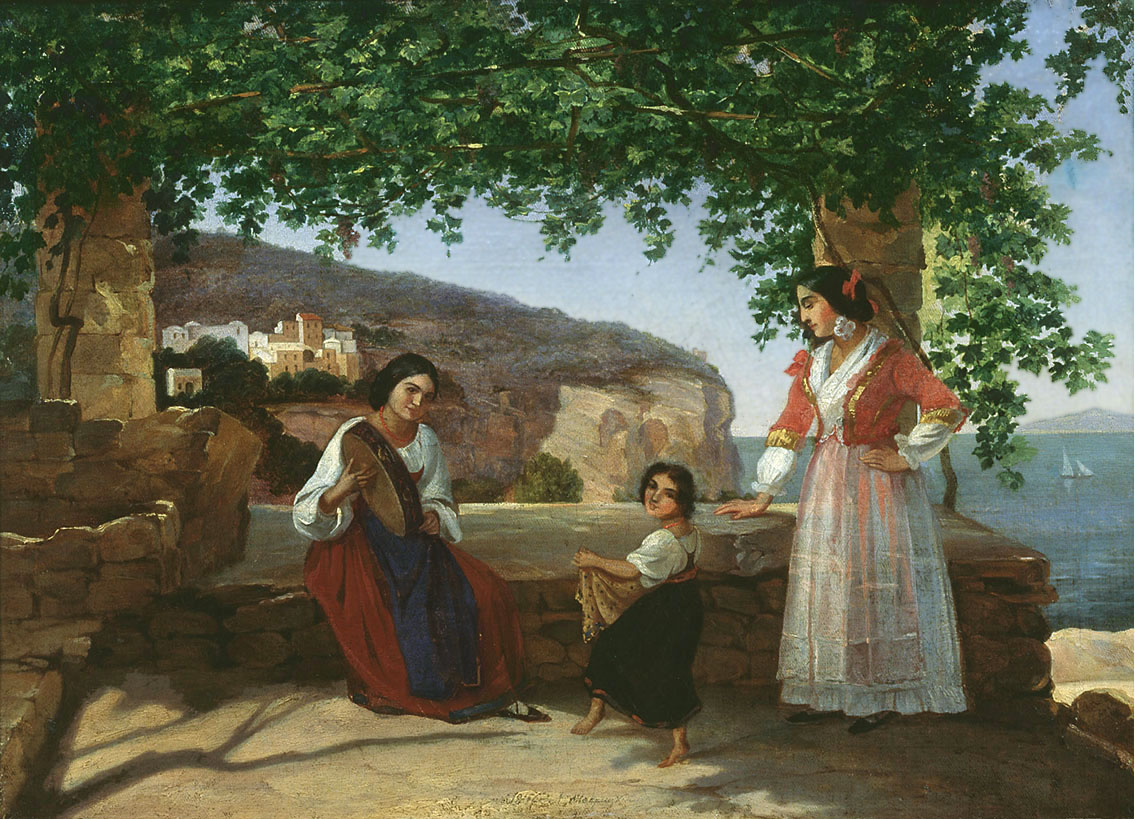
Mujeres italianas en la terraza, 1846.
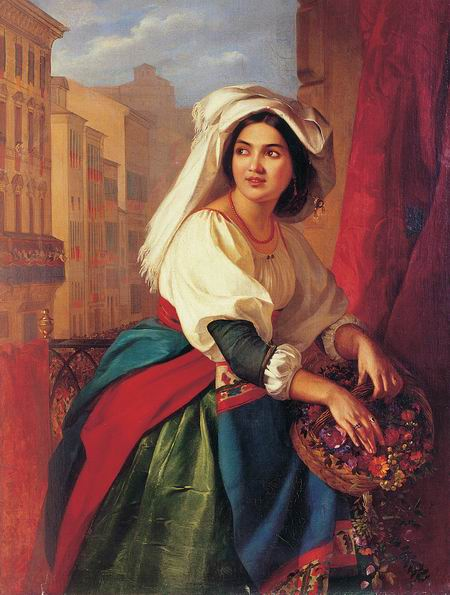
La chica del carnaval, 1840-45; Museo de Arte de Taganrog.